# Héctor Castro
Héctor Castro (* 29. November 1904 in Montevideo; † 15. September 1960 ebenda) war ein uruguayischer Fußballspieler und -trainer.

## Spielerkarriere

### Verein
Der nur 1,69 Meter große Stürmer spielte zunächst für Centro Atlético Lito. Dort debütierte er im Jahr 1921. 1924 wechselte er zu Nacional Montevideo und gewann direkt im ersten Jahr seine erste nationale Meisterschaft; diesem Verein blieb er dann auch später treu und nahm mit den Bolsos sowohl an der großen Europa-Tournee des Jahres 1925 als auch an der Zentral- und Nordamerika umfassenden Wettbewerbs-Rundreise 1927 teil. Er stand auf Anhieb in dessen erster Mannschaft, unter anderem an der Seite des legendären José Leandro Andrade. Obwohl der gelernte Zimmermann durch einen Unfall im Alter von 13 Jahren mit einer elektrischen Säge seinen rechten Unterarm verloren hatte, war er ein gefeierter Torjäger, genannt El divino manco („Der göttliche Einarmige“) und zudem ein Kämpfertyp, der auch seine Mitspieler unablässig anfeuerte: ihm wird der Schlachtruf „Vamo'arriba, que ya los tenemos“ (auf Deutsch „Los jetzt, die haben wir im Sack“) zugeschrieben. Insgesamt absolvierte Castro 231 Partien für die Bolsos. Dabei erzielte er 145 Treffer. Von 1932 bis 1933 legte er auch eine Zwischenstation beim argentinischen Verein Estudiantes de La Plata ein.
Castro rangiert in der ewigen Bestenliste der Torschützen in der Primera División mit 107 in 181 Erstligabegegnungen (Zeitraum 1921 bis 1936) geschossenen Toren mit Óscar Míguez gleichauf auf dem 7. Platz. Míguez benötigte allerdings mit lediglich 137 Partien bedeutend weniger Einsätze, so dass er den besseren Torquotienten aufweist.

### Nationalmannschaft
International trat er erstmals bei der Campeonato Sudamericano 1926 ins Rampenlicht, als der 21-Jährige mit seinen „Urus“ diesen Pokal gewann und selbst sechs Treffer dazu beigetragen hatte, was ihn zum zweiterfolgreichsten Torjäger des Wettbewerbs machte. Vier Treffer erzielte er allein beim 6:1-Sieg über Paraguay. In diesem Pokal trug er auch 1927 (Platz 2 für Uruguay) und 1929 (Platz 3) das blau-weiße Trikot. 1928 gewann er mit Uruguay die Goldmedaille bei den Olympischen Spielen.
Bei der ersten Weltmeisterschaft (1930) in seinem Heimatland stand er ebenfalls im Kader der damals weltbesten Nationalelf. Im Auftaktspiel gegen Peru war es Héctor Castro, der seine übernervösen Mitspieler in der 60. Minute durch den einzigen Treffer der Begegnung, der gleichzeitig das erste erzielte Tor im Estadio Centenario darstellte, von dem Druck befreite, unter dem der Turnierfavorit stand. Dennoch setzte ihn Nationaltrainer Alberto Suppici überraschenderweise weder im zweiten Gruppenspiel gegen Rumänien noch im Halbfinale gegen Jugoslawien ein. Erst im Endspiel konnte er Juan Peregrino Anselmo aus der Mannschaft verdrängen – und das Vertrauen rechtfertigte er erneut: sein Kopfballtor zum 4:2-Endstand kurz vor Schluss der heftig umkämpften Partie gegen Argentinien brachte die endgültige Entscheidung und seiner Mannschaft den allerersten Titel der WM-Geschichte.
Am Ende seiner Spielerkarriere gelang ihm 1935 noch einmal der Gewinn der Südamerikameisterschaft, wozu Castro wiederum zwei Treffer beisteuerte. Ein Jahr später beendete er mit 31 Jahren seine aktive Laufbahn.
Insgesamt absolvierte Castro von seinem Debüt am 25. November 1923 bis zu seinem letzten Spiel für die Celeste am 15. August 1935 25 Länderspiele. Dabei erzielte er 18 Treffer. Andere Quellen führen für ihn 20 Tore in 25 Länderspielen.

## Trainerlaufbahn
1939 war er bei Nacional Montevideo zunächst Assistenztrainer unter dem Briten William Reaside. Ab 1940 hatte er dann die Cheftrainer-Position inne, und in dieser Funktion gelang es ihm, mit seinem Verein im „ewigen Duell“ gegen Peñarol Montevideo fünf Meistertitel in Serie, das sogenannte Quinquenio, zu gewinnen. Dabei fiel auch der Meistertitel des Jahres 1939 in seine Verantwortung als Cheftrainer, da er beim erst am 28. April 1940 ausgetragenen Finale gegen Peñarol als Verantwortlicher Coach auf der Bank saß. Am 28. März 1943 debütierte er beim 3:3-Unentschieden gegen Argentinien im Rahmen der Copa Mignaburu als Trainer der uruguayischen Nationalmannschaft. In dieser Funktion wurde er spätestens von Emilio Servetti abgelöst, der das Team erstmals Ende Januar 1944 in einem Spiel betreute.
1951/52 sprang er kurzfristig noch einmal für einen entlassenen Kollegen ein und gewann prompt wiederum die uruguayische Meisterschaft. Im März 1959 wird er bei den Niederlagen gegen Peru (3:5) und Argentinien (1:4) im Rahmen der Südamerikameisterschaft jenes Jahres erneut als uruguayischer Nationaltrainer geführt.
Héctor Castro starb im Alter von 55 Jahren.

## Palmarès

### Als Spieler
- Weltmeister: 1930
- Olympiasieger: 1928
- Südamerikameister: 1926, 1935
- 25 A-Länderspiele, 18 Tore
- Uruguayischer Fußballmeister: 1924, 1933, 1934
- für Nacional Montevideo 231 Spiele, 145 Tore

### Als Trainer
- Uruguayischer Fußballmeister: 1939, 1940, 1941, 1942, 1943, 1952